# Utilism (ekonomi)
Utilismen var en ekonomisk ideologi i 1700-talets Sverige, som går ut på att på alla möjliga sätt främja rikets ekonomiska nytta. En väsentlig grundsten för utilismen var merkantilismen. Utilismen var därutöver mycket praktiskt inriktad. Som starkast var denna ideologi under 1740- och 1750-talet, då politiken styrdes av Hattpartiet.
Utilismen ledde till att ekonomiska kunskaper och naturvetenskaperna uppvärderades. Exempel på det sistnämnda är botanik och entomologi med tanke på jordbruket, och mineralogi för gruvnäringen. Kungliga Vetenskapsakademien, grundad 1739, blev det tydligaste uttrycket för den vetenskapliga utilismen. Som ett exempel på denna inriktning på nytta kan nämnas Eva Ekeblad, första kvinnan i Vetenskapsakademien, som blivit känd för sin beskrivning av hur man kan använda potatis för att framställa brännvin.